# Lev Aleksandrovič Naryškin
Lev Aleksandrovič Naryškin, in russo Лев Александрович Нарышкин? (San Pietroburgo, 9 marzo 1733 – San Pietroburgo, 20 novembre 1799), è stato un nobile russo.

## Biografia
Era il più giovane figlio di Aleksandr L'vovič Naryškin, cugino di Pietro il Grande, e di sua moglie, Elena Aleksandrovna Apraksina, nipote di Pëtr Matveevič Apraksin.

## Carriera
Iniziò la sua carriera nel Reggimento Preobraženskij e, nel 1751, fu nominato ciambellano alla corte di Pietro III, divenendone uno dei suoi favoriti.
Il 1º gennaio 1762 divenne magister equitum e promosso al grado di luogotenente generale. Nel 1766 accompagnò il granduca Paolo a Berlino. L'anno seguente, fu eletto conte delle contee di Przemyśl e Vorotynsk.
Accompagnò l'imperatrice nei suoi viaggi in Bielorussia, Vyšnij Voločëk e in Crimea (1780-1786).
Massone, fu membro della loggia "Apollon" di San Pietroburgo nel 1771.

## Matrimonio
Nel 1759 sposò Marija Osipovna Zakrevskaja (1741-1800), figlia del generale russo Osip Lukanovič Zakrevskij. Ebbero sette figli:
- Aleksandr L'vovič (1760-1826);
- Natalja L'vovna (1761-1819), sposò il conte Ivan Antonovič Sollogub, ebbero tre figli;
- Ekaterina L'vovna (1762-1820), sposò il conte Jurij Aleksandrovič Golovkin, ebbero un figlio;
- Dmitrij L'vovič (1764-1838);
- Anna L'vovna (7 maggio 1766-1826), sposò Karl Poninski;
- Marija L'vovna (1767-1812), sposò il principe Franz Xavier Lubomirski, ebbero due figli;
- Elizaveta L'vovna (1770-1795).

## Morte
Morì il 20 novembre 1799 a San Pietroburgo. Fu sepolto nella chiesa dell'Annunciazione del Monastero di Aleksandr Nevskij.